# Barjansky Stradivarius
De Barjansky Stradivarius van 1690 is een antieke cello die is gebouwd door de  Italiaans Cremonese vioolbouwer Antonio Stradivari (1644-1737). De Barjansky is vernoemd naar de Russische cellist Alexandre Barjansky, die het instrument in de eerste helft van de twintigste eeuw bespeelde. Ernest Bloch's Schelomo was opgedragen aan Barjanski, die het werk uitvoerde op dit instrument. Hij speelde ook de première van het cello concerto van Frederick Delius met dit instrument.
Sinds 1983 wordt de Barjansky Stradivarius bespeeld door Julian Lloyd Webber, die meer dan dertig bekroonde opnamen heeft gemaakt met het instrument.